# Meridian Lossless Packing
Meridian Lossless Packing（メリディアン・ロスレス・パッキング、MLP）は、英メリディアン・オーディオ社が開発したPCMオーディオデータを圧縮するプロプライエタリな可逆圧縮技法。Packed PCMとも呼ばれる。DVDオーディオでの可逆圧縮規格として使われている（Advanced Resolution のロゴがあることが多い）。音楽では、約2:1の圧縮となることが多い。DVDオーディオのプレーヤーにはMLPのデコーダが必ず内蔵されているが、コンテンツでMLPによる圧縮を行うかどうかは制作者の判断による。
Blu-rayおよび HD DVDで使われているドルビーTrueHDはMLPを使っているが、DVDオーディオと比較すると、ビットレートが高くなっていて、SMPTEで規格化されているスピーカー配置への対応、タイムコードなど、様々な面で拡張されている。

## 各種媒体でのMLP採用状況
|            | HD DVD | HD DVD       | HD DVD           | Blu-ray    | Blu-ray      | Blu-ray          | DVDオーディオ | DVDオーディオ | DVDオーディオ    | DVD-Video | DVD-Video    | DVD-Video        |
| ---------- | ------ | ------------ | ---------------- | ---------- | ------------ | ---------------- | ------------- | ------------- | ---------------- | --------- | ------------ | ---------------- |
| コーデック | 状態   | チャンネル数 | 最大ビットレート | 状態       | チャンネル数 | 最大ビットレート | 状態          | チャンネル数  | 最大ビットレート | 状態      | チャンネル数 | 最大ビットレート |
| MLP        | 必須   | 2 から 8     | 18 Mbit/s        | オプション | 2 から 8     | 18 Mbit/s        | 必須          | 1 から 6      | 9.6 Mbit/s       | 使用不可  | 使用不可     | 使用不可         |